# Juli (Pérou)
Pour les articles homonymes, voir Juli (homonymie).
Juli est la capitale de la province de Chucuito, dans la région de Puno, au sud du Pérou.
Elle est située à environ 3 850 mètres sur les rives du lac Titicaca, au pied d'une montagne en forme de lion qui dort.
Il s'agit d'une ville à prédominance aymara. Elle est surnommée la petite Rome d'Amérique.